# NGC 595
NGC 595 — Область H2 в галактике Треугольника. Является областью ионизированного водорода, где происходят процессы активного звездообразования. Была открыта Генрихом Луи д’Арре 1 октября 1864 года.
Этот объект входит в число перечисленных в оригинальной редакции «Нового общего каталога».